# Florián (nombre)
Florián es un nombre propio masculino de origen latino en su variante en español. Proviene de Florianus, patronímico de Florus, derivado de flos, «flor». También se presenta la variante Florido.

## Santoral
- 4 de mayo: San Florián de Lorch.
- 4 de noviembre: San Florián, confesor y mártir en Austria (siglo IV).
- 17 de noviembre: San Florián de Remüs.

## Variantes
- Femenino: Floriana.
- Diminutivo: Floreanito,  Floriancito, Florianlito.

| Variantes en otros idiomas | Variantes en otros idiomas |
| -------------------------- | -------------------------- |
| Español                    | Florián                    |
| Alemán                     | Florian                    |
| Catalán                    | Florià                     |
| Checo                      | Florián                    |
| Croata                     | Florijan                   |
| Danés                      | Florian                    |
| Eslovaco                   | Florián                    |
| Esloveno                   | Florjan                    |
| Esperanto                  | Floriano                   |
| Euskera                    | Polen                      |
| Finlandés                  | Florian                    |
| Francés                    | Florian                    |
| Holandés                   | Florian, Floriaan          |
| Húngaro                    | Flórián                    |
| Inglés                     | Florian                    |
| Italiano                   | Floriano                   |
| Latín                      | Florianus                  |
| Letón                      | Florians                   |
| Lituano                    | Florijonas                 |
| Noruego                    | Florian                    |
| Polaco                     | Florian                    |
| Portugués                  | Florião, Floriano          |
| Rumano                     | Florian                    |
| Ruso                       | Флориан (Florian)          |
| Sueco                      | Florian                    |